# Puna (Hawaï)
Pour les articles homonymes, voir Puna (homonymie).
Puna est un district du comté d'Hawaï, sur l'île du même nom, aux États-Unis. Il couvre une partie de l'Est du Kīlauea, l'un des cinq grands volcans de l'île. C'est dans ce district que se trouvent le Puʻu ʻŌʻō, dont les coulées ont détruit Kalapana, ainsi que le cap Kumukahi, le point le plus oriental de l'île, de l'archipel et de l'État d'Hawaï.